# Johann Erdwin Christoph Ebermaier
Johann Erdwin Christoph Ebermaier (Melle, 19 aprile 1768 – 21 febbraio 1825) è stato un farmacista e medico tedesco.
Fu il padre di Carl Heinrich Ebermaier, uno scrittore di botanica.
Si formò presso l'accademia chirurgica di Braunschweig, e in seguito studiò medicina a Gottinga. Nel 1797 conseguì il dottorato in medicina, poi fece il medico a Rheda e successivamente a Dortmund. Successivamente, si trasferì a Kleve, dove fu nominato membro del consiglio medico prussiano. In seguito lavorò nella stessa carica a Düsseldorf.
Nel corso della sua vita, mantenne un interesse profondo nel campo della farmacia dal quale scrisse anche dei libri come Pharmaceutische Receptirkunst oder Anleitung für Apotheker (formulario farmaceutico o istruzioni per gli speziali, 1804). Fu anche l'autore di libri di testo e manuali sulla ostetricia e chirurgia. Con Georg Wilhelm Christoph Consbruch (1764-1837), pubblicò Allgemeine Encyclopädie für practische Ärzte und Wundärzte (Enciclopedia generale per medici e chirurghi, 1803).

## Opere
- Vergleichende Beschreibung derjenigen Pflanzen, welche in den Apotheken leicht miteinander verwechselt werden, nebst ihren unterscheidenden Kennzeichen und einer Einl. ü. diesen Gegenstand . Schulbuchhdl., Braunschweig 1794 Digital edition by the University and State Library Düsseldorf
- [Standorten]: von den Standörtern der Pflanzen, im allgemeinen und denen der Arzne gewächse insbesonderes; vorzüglich in Hinsicht der Verschiedenheit in den Kräften und Wirkungen arzneylicher Pflanzen von einer und derselben Art, nach ihren verschiedenen Standörtern; für Aerzte und Apotheker. Waldeck, Münster 1802 Digital edition by the University and State Library Düsseldorf